# Хильдебранд, Франциска
Франци́ска Хи́льдебранд (нем. Franziska Hildebrand; род. 24 марта 1987, Галле) — немецкая биатлонистка, чемпионка мира (2015, 2017) и Европы (2010) по биатлону, двукратный бронзовый призёр чемпионатов Европы по биатлону. Многократный победитель и призёр этапов Кубка мира по биатлону как в личных гонках, так и в эстафетах. Лидер сборной Германии в сезонах 2014/2015 и 2015/2016.
Обладательница Кубка IBU в общем зачёте в сезоне 2010/2011.
Дебютировала за основную сборную Германии в сезоне 2011/2012 и сразу в ней закрепилась.
Её сестра-близнец Штефани Хильдебранд — бывшая биатлонистка, чемпионка Европы (2010) в эстафете.

## Результаты

### Юниорские достижения
| Год  | Место проведения | Возраст | Инд | Спр | Пр | Эст |
| ---- | ---------------- | ------- | --- | --- | -- | --- |
| 2006 | ЧМ Преск-Айл     | U19     | DSQ | 10  | 7  | —   |
| 2007 | ЧМ Валь-Мартелло | U21     | 6   | 22  | 14 | 1   |
| 2008 | ЧМ Рупольдинг    | U21     | 11  | 19  | 17 | 1   |

### Участие в Олимпийских играх
| Год  | Место проведения | Инд | Спр | Пр | МС | Эст | См |
| 2014 | Сочи             | 38  | —   | —  | 28 | 11  | —  |
| 2018 | Пхёнчхан         | 9   | 12  | 12 | —  | 8   | —  |

### Участие в Чемпионатах мира
| Год  | Место проведения | Инд | Спр | Пр | МС | Эст | См | Сусм |
| 2012 | ЧМ Рупольдинг    | —   | 29  | 47 | —  | —   | —  | н/д  |
| 2013 | ЧМ Нове-Место    | 51  | 13  | 17 | 22 | 5   | —  | н/д  |
| 2015 | ЧМ Контиолахти   | 10  | 10  | 6  | 6  | 1   | —  | н/д  |
| 2016 | ЧМ Хольменколлен | 6   | 10  | 4  | 14 | 3   | 2  | н/д  |
| 2017 | ЧМ Хохфильцен    | 31  | 19  | 28 | 27 | 1   | —  | н/д  |
| 2019 | ЧМ Эстерсунд     | 31  | 40  | 22 | 21 | 4   | —  | —    |